# Alojz Peterle
Alojz Peterle (též Lojze Peterle; * 5. červenec 1948, Čužnja vas) je slovinský politik a diplomat.

## Životopis
Narodil se ve vesnici Čužnja vas pri Trebelnem, kde i vyrůstal. Gymnázium, kde maturoval v roce 1967, navštěvoval v Novém mestě. Po maturitě nastoupil na Filozofickou fakultu Univerzity v Lublani, kde studoval historii a geografii. Později přibral další studium, a to ekonomii na Ekonomické fakultě. V roce 1975 byla jeho diplomová práce oceněna Prešenovou cenou.
Během svého studia se věnoval dalším činnostem, především v okruhu křesťanských studentů, a podílel se na různých projektech. Díky participaci v Pracovní skupině Alpy-Jadran získal cenné zkušenosti pro svou další práci, neboť se účastnil nejen zasedání slovinské vlády, ale také spolupracoval se soudobými představiteli Slovinska.
V době demokratizačních procesů ve Slovinsku se Peterle stal členem Výboru pro lidská práva. V tomto období také vznikají politické strany, které se odklánějí od linie Svazu komunistů. Peterle v březnu 1989 spoluzakládal Křesťansko-sociální hnutí. V listopadu 1989 spoluzakládal stranu Slovinských křesťanských demokratů (SKD), jejímž předsedou byl do roku 2000.
V roce 1990 vznikla z iniciativy dr. Jože Pučnika koalice DEMOS, která sdružovala strany, jejichž cílem byla změna politického systému. V prvních svobodných volbách po druhé světové válce získala koalice DEMOS 54 %, a připsala si tak vítězství.
SKD v čele Lojze Peterlem získala nejvíce hlasů, a tak na základě dohody mohl funkci předsedy výkonného výboru (premiéra) převzít Peterle. Ten však nejprve nabídl funkci Pučnikovi, jenž ji však odmítl, a tak se 16. května 1990 stal Peterle prvním premiérem, který vzešel z demokratické soutěže politických stran.
Spolu s koalicí DEMOS trval na nezávislosti Slovinska. Referendum o nezávislosti se uskutečnilo 23. prosince 1990 – 88,2 % voličů hlasovalo pro nezávislost. Slovinské vedení se nejprve pokoušelo prosadit návrh na vytvoření konfederace, což však naráželo na srbský odpor. 25. června 1991 přijala slovinská skupščina deklaraci nezávislosti a další předpisy, které souvisely s vystoupením ze Socialistické federativní republiky Jugoslávie (SFRJ).
Na druhý den byl vydán rozkaz Jugoslávské lidové armádě obnovit celní režim, a v noci z 26. na 27. června 1991 byly zahájeny vojenské operace Jugoslávské lidové armády a začala Desetidenní válka. Peterle byl se svým štábem v neustálé pohotovosti a pokoušel se o smírné řešení celé situace.
Spolu s dalšími slovinskými zástupci se zúčastnil mírových jednání na Brionech, jejichž výsledkem byla Brionská deklarace, která 7. července 1991 oficiálně ukončila válku ve Slovinsku. Ačkoliv bylo na slovinskou nezávislost z 25. června 1991 uvaleno tříměsíční moratorium, následující situace naznačovala, že Slovincům po skončení moratoria nebude silou bráněno v opuštění federace. Peterle se od podpisu deklarace pokoušel vyjednat mezinárodní uznání Slovinska, což se podařilo na přelomu let 1991 a 1992.
Postupně dochází v rámci koalice DEMOS k rozporům a Peterleho kritice. Zanedlouho po přijetí nové ústavy se koalice rozpadla. 14. května 1992 byla vládě vyjádřena konstruktivní nedůvěra. V lednu 1993 se křesťanští demokraté přidali k liberálům a Peterle se stal místopředsedou vlády a ministrem zahraničí.
Funkci ministra zahraničí vykonával v době, kdy Slovinsko navazovalo diplomatické styky a aspirovalo na vstup do mezinárodních organizací. V roce 1994 vznikla historická a kulturní komise, která měla řešit slovinsko-italské problémy. Výsledkem měla být dohoda, kterou měly potvrdit vlády obou zemí. Toto však slovinská vláda neučinila, a tak Peterle k 1. listopadu 1994 vládu opustil. Ve zbytku volebního období tak křesťanští demokraté zasedali nadále ve vládě, zatímco jejich předseda byl v opozici.
V dubnu 2000 se křesťanští demokraté spojili se Slovinskou lidovou stranou. Peterle se ucházel o funkci předsedy spojené strany, nakonec se předsedou stal Franc Zagožen, Peterle ale – spolu s Andrejem Bajukem a Marijanem Podobnikem – obsadil funkci místopředsedy. Vznik SLS+SKD znamenal také odchod poslanců za Slovinskou lidovou stranu z Drnovšekovy vlády. Drnovšek se nejprve pokusil získat podporu pro svou menšinovou vládu, neuspěl však, a tak se premiérem stal Andrej Bajuk. Nová vláda nastoupila 7. června 2000 a Peterle v ní zastával funkci ministra zahraničních věcí.
Již po měsíci vlády se odhalily rozpory mezi koaličními stranami, když několik lidoveckých poslanců hlasovalo pro přijetí volebního zákona zavádějící systém poměrného zastoupení, ačkoliv se koaliční strany předtím domluvily na většinovém volebním systému. V důsledku konfliktu opustili Peterle a Bajuk SLS+SKD a založili si vlastní stranu /Nové Slovinsko – Křesťanská lidová strana).
V únoru 2002 byl jedním ze zástupců Slovinska v Konventu o budoucnosti Evropy, jenž připravoval Smlouvu o ústavě pro Evropu. Od 15. dubna 2002 byl členem předsednictva Konventu.
1. května 2004 vstoupilo Slovinsko do Evropské unie a ve volbách do Evropského parlamentu v červnu 2004 byl Peterle zvolen jedním ze sedmi slovinských europoslanců.
V období slovinského předsednictví OBSE (2005) byl Peterle osobním zástupcem slovinského prezidenta pro oblast střední Asie. Protivládní demonstranti dokonce v Biškeku zaútočili na auto, v němž byl Peterle, který se v oblasti pokoušel podílet na řešení konfliktů.
V dubnu 2006 se stal místopředsedou Evropské lidové strany.
V listopadu 2006 oznámil, že se bude ucházet v roce 2007 o funkci prezidenta Republiky Slovinsko. V srpnu 2007 se stal prvním oficiálním kandidátem prezidentských voleb. V prvním kole voleb obdržel 28,73 % hlasů a postoupil do druhého kola, v němž získal 31,97 %, a tak se prezidentem stal jeho protikandidát Danilo Türk.
V roce 2009 byl opět zvolen evropským poslancem.